# Mitti-Kvarntjärnen
Mitti-Kvarntjärnen är en sjö i Lycksele kommun i Lappland och ingår i Öreälvens huvudavrinningsområde. Sjön har en area på 0,0374 kvadratkilometer och ligger 430,8 meter över havet.

## Delavrinningsområde
Mitti-Kvarntjärnen ingår i det delavrinningsområde (712415-163563) som SMHI kallar för Utloppet av Vargträsket. Medelhöjden är 424 meter över havet och ytan är 22,41 kvadratkilometer. Räknas de 7 avrinningsområdena uppströms in blir den ackumulerade arean 172,85 kvadratkilometer. Vargån som avvattnar avrinningsområdet har biflödesordning 2, vilket innebär att vattnet flödar genom totalt 2 vattendrag innan det når havet efter 133 kilometer. Avrinningsområdet består mestadels av skog (85 procent). Avrinningsområdet har 0,93 kvadratkilometer vattenytor vilket ger det en sjöprocent på 4,1 procent.